# World Series 1957
Die World Series 1957 war die 56. Auflage des Finals der Major League Baseball. Es standen sich die Meister der American League, die New York Yankees, und der Champion der National League, die Milwaukee Braves, gegenüber. Die Best-Of-Seven-Serie startete am 2. Oktober und endete nach sieben Spielen am 10. Oktober 1957. Sieger nach sieben Spielen wurden die Milwaukee Braves.
Als MVP der Serie wurde der Pitcher der Braves, Lew Burdette, ausgezeichnet.

## Übersicht der Spiele
| Spiel | Datum       | Gast             | Score | Heim             | Score | Gesamtstand (MIL-NYY) | Ballpark                 | Zuschauer |
| ----- | ----------- | ---------------- | ----- | ---------------- | ----- | --------------------- | ------------------------ | --------- |
| 1     | 2. Oktober  | Milwaukee Braves | 1     | New York Yankees | 3     | 0–1                   | Yankee Stadium           | 69.476    |
| 2     | 3. Oktober  | Milwaukee Braves | 4     | New York Yankees | 2     | 1–1                   | Yankee Stadium           | 65.202    |
| 3     | 5. Oktober  | New York Yankees | 12    | Milwaukee Braves | 3     | 1–2                   | Milwaukee County Stadium | 45.804    |
| 4     | 6. Oktober  | New York Yankees | 5     | Milwaukee Braves | 7     | 2–2                   | Milwaukee County Stadium | 45.804    |
| 5     | 7. Oktober  | New York Yankees | 0     | Milwaukee Braves | 1     | 3–2                   | Milwaukee County Stadium | 45.811    |
| 6     | 9. Oktober  | Milwaukee Braves | 2     | New York Yankees | 3     | 3–3                   | Yankee Stadium           | 61.408    |
| 7     | 10. Oktober | Milwaukee Braves | 5     | New York Yankees | 0     | 4–3                   | Yankee Stadium           | 61.207    |